# 崔休
崔休（472年—523年），字惠盛，清河郡东武城县（今河北省衡水市故城县）人，北魏官员，清河崔氏的清河大房始祖。

## 生平
崔休是北魏御史中丞崔逞的玄孙，曾祖崔諲是刘宋青冀二州刺史，祖父崔灵和是刘宋员外散骑侍郎，父亲崔宗伯回到北魏，魏宣武帝元恪初年，被追赠为清河郡太守。崔休少年时孤苦贫穷，却能奋发自立，很有骨气。崔休被举荐为秀才后进入京城，与中书郎宋弁、通直郎邢峦志同道合成为知友。尚书王嶷钦佩崔休的声望，为自己的长子娶了崔休的姐姐，给崔休接济钱财，崔家家境因此有些好转。魏孝文帝元宏娶了崔休的妹妹为嫔，任命崔休为尚书主客郎。崔休又转任通直正员郎，兼任给事黄门侍郎。崔休喜好学习，博览书史，即便在处理政务或战争期间的空闲也书本不离手，既崇敬先辈贤达，又喜欢结交年轻英才，经常参与魏孝文帝身边的许多活动，受到的礼遇仅次于宋弁和郭祚等人。
太和十八年十二月辛亥（495年1月22日），魏孝文帝南征，以北海王元详为尚书仆射，统管留后尚书台的事务，任命崔休为尚书左丞。魏孝文帝在给崔休的诏书中说：“北海王年轻，不熟悉政务，各种政务就委托你了。”崔休改任长史，兼任给事黄门侍郎，参与制定礼仪。魏孝文帝曾经巡视从前的官府，找到旧帽子，题有“南部尚书崔逞监制”，回头对崔休说：“这是你家的旧事。”崔休后来跟随魏孝文帝南征。魏孝文帝返回京城途中巡查彭城，乘船游泗水，特下令崔休陪同饮宴，旁观者都以此为荣。
魏宣武帝元恪初年，崔休因为弟弟崔寅去世，祖父崔灵和和父亲崔宗伯又没有下葬，一再请求任勃海郡太守，于是就前往赴任。崔休为人磊落而严肃，擅于处理政务，一到任就镇压了一批豪强恶棍，而且广布耳目，调查侦缉奸贼强盗，辖区内的不法之徒都被擒拿剪除，百姓敬畏，盗贼不敢作恶，崔休以身作则严格约束下级，勃海郡达到了大治的局面。当时大儒张吾贵在崤山以东很有名气，各地的学者对他非常仰慕，常常有千余名弟子从远方来拜他为师。张吾贵学生太多，当地人容不下他们。崔休为这些学生出资提供饮食，很有礼的接待他们，学生们都圆满的学成而归，儒生们称颂崔休。
崔休后被调入朝担任吏部郎中，升任散骑常侍，暂时兼任选拔和任用的职务。崔休爱才好士，奖掖提拔了许多人。广平王元怀数次邀请崔休宴饮会谈，魏宣武帝责备崔休与诸王交游，免了崔休的官。崔休后担任龙骧将军、洛州刺史，在洛州数年，以母亲年老为由请求离职，获得了允许。崔休不久代理幽州刺史，又被征召担任司徒右长史。崔休聪明能干，善于处理和裁决政务，幕府公事繁忙，公文和诉讼状堆满了桌案，崔休分析敏捷，批阅迅速，毫无积压和疑惑，加上崔休办事公平清正廉洁，非常受到当时舆论的称赞。崔休后又再度担任吏部郎中，加征虏将军、冀州大中正，又升任光禄大夫，代理河南尹。魏孝明帝元诩初年，崔休正式担任河南尹，加号平东将军，很快担任平北将军、幽州刺史，进号安北将军，又升任安东将军、青州刺史。青州九郡的百姓单𢶏、李伯徽、刘通等一千人，上书朝廷称颂崔休的德政，灵太后很满意。崔休在幽州和青州五六年，都是为政清白爱护百姓，政绩名声很显著，二州百姓缅怀和追思他的恩德。 
崔休后被征召担任安南将军、度支尚书，很快进号抚军将军、七兵尚书，又转任殿中尚书。崔休在朝中久任要职，熟悉典章制度与礼仪法规，朝廷遇到疑议之时，经常要征询他的意见。诸位大臣互相说：“崔尚书提出了看法，我不会有不同的意见。”正光四年（523年），崔休去世，虚岁五十二。朝廷赐予帛五百匹，赠予车骑将军、尚书仆射、冀州刺史，谥号文贞侯。
崔休年轻时懂得谦虚退让，对母亲也很孝顺恭谨。到当了尚书之后，儿子崔仲文娶丞相元雍第二女，女儿嫁给领军元乂庶长子秘书郎元稚舒，崔休倚仗着两家，志气略微改变，内心洋洋得意，轻视和欺负同僚。尚书令李崇、左仆射萧宝寅、右仆射元钦，都以元雍和元乂的缘故而畏惧崔休。当初崔休的母亲房氏希望把崔休的女儿嫁给自己的外孙邢氏，崔休不愿意，于是违背母亲的心愿，将女儿嫁给元乂的儿子，受到人们的非议。

## 住所
崔休住所位于洛阳城东的昭德里，昭德里中还有尚书仆射游肇、御史中尉李彪、幽州刺史常景、司农张伦等人的住宅。

## 其他
崔休从勃海郡太守被调入朝担任吏部郎时，为自己政绩考核之事有求于考功郎中封轨。封轨对他说：“法令是天下的标准，不能因为您是老朋友而损害它。”崔休感叹封轨能笃守正道。
北魏济南王元彧自小就与堂兄安丰王元延明、中山王元熙都以宗室的身份博通古史有文学才能而齐名，尚书郎范阳卢道将对吏部尚书崔休说：“三人的才学虽然不分高低，但安丰王不善于辩论，中山王是非太多，都不如济南王风流儒雅。”
济州刺史卢尚之曾打算将长女嫁给崔休的长子崔㥄，崔休为侄子崔长谦向卢尚之的次女求婚，崔休说：“家庭赖以维持的规则多由已婚妇女决定，我希望让一对姐妹分别作两个兄弟的妻子。”卢尚之为其情义而感动，就让两个女儿同日成婚。崔休告诫儿子们说：“你们应该和崔长谦成为一家人，不要只做堂兄弟。如果不听我的话，鬼神也不会享用你们的祭祀。”崔休去世后，枕头中留有书籍，正如平生所告诫的那样，他的儿子们都遵从。

## 门第
崔休和弟弟崔夤被释昙刚《山东士大夫类例》评定为甲姓中的第一甲门，与崔肇师相当，次于范阳卢氏和荥阳郑氏。

## 家庭

### 高祖父母
- 崔逞，北魏御史中丞
- 张氏[21][22]

### 曾祖
- 崔諲，刘宋青、冀二州刺史

### 祖父
- 崔灵和，刘宋员外散骑侍郎

### 父母
- 崔宗伯，北魏追赠清河郡太守
- 房氏

### 兄弟姐妹
- 崔氏，嫁王嶷长子
- 崔夤，北魏太子舍人
- 崔嫔，魏孝文帝元宏妃嫔[23]
- 崔氏，嫁北魏使持节、都督沧州诸军事、辅国将军、沧州刺史邢晏[24]

### 子女
- 崔㥄，北齐车骑大将军、左光禄大夫、东兖州刺史、武城县公
- 崔仲文，北齐散骑常侍、光禄大夫
- 崔叔仁，东魏骠骑将军、颍州刺史
- 崔叔义，北魏尚书库部郎
- 崔子侃，东魏兼通直常侍、聘梁使
- 崔子植，冀州别驾
- 崔子聿，东魏东莞郡太守
- 崔子度
- 崔子约，北齐考功郞、新丰县男
- 崔氏，嫁北魏秘书郎中元稚舒，江阳王元乂之子[25]
- 崔氏，嫁北齐定州刺史、博陵文简王高济[26][27]

## 延伸阅读
[在维基数据编辑]
 《魏書·卷69》，出自魏收《魏书》